# Раду Леон
Раду XII Леон (рум. Radu Leon; ? — 1669) — Господарь Валахии с 1664 по 1669 год.

## Биография
Греческого происхождения. Сын Леона I Томши (? — июль 1632), Господаря Валахии в 1629 — 1632 годах. Внук Стефана VII Томша — Господаря Молдавского княжества в 1563—1564 годах.
В 1664 году с помощью Фазыл Ахмеда-паши великого визиря Османской империи из династии Кёпрюлю, в обмен на большой сумму денег был возведен на престол правителя Валахии вместо Григория I Гики, который поддерживал тайные отношения с Габсбургами с целью сделать Валахию независимой от Порты. Власть Раду Леона основывалась на 
Чтобы бороться с могущественным кланом Кантакузинов, Раду Леон возвысил их заклятых врагов — Строе Леурдяну, ключника Николае Софиалыула и виночерпия Баласаке. Кантакузины доносили в Порту о постоянных злоупотреблениях со стороны Раду Леона. В частности, его обвиняли во вводе новых поборов, от которых не были освобождены даже дворяне.
Чтобы наладить отношения с Кантакузинами, Раду Леон издал два указа: первым он установил невиновность Константина Кантакузина, убитого боярами Бэляну во время правления Григория I Гики, а вторым упразднял все «новые и злые» обычаи, введенные греками, а сами «пришлые греки» изгонялись из страны. Впрочем, ни один из этих указов выполнен не был. Строе Леурдяну, виновный в убийстве Константина Кантакузина, остался безнаказанным, а прочие сановники греческого происхождения продолжали занимать свои места в боярском совете.
В 1668 году политика Раду Леона привела к антигреческим беспорядкам.
Кантакузины с группой бояр в начале 1669 г. направили делегацию из 200 человек в Стамбул с просьбой сместить Раду Леона за его злодеяния. Вслед за ними господарь отправил к султану своих представителей. Султан послал в Валахию своего агу, который должен был на месте разобраться в истинном положении вещей. Кантакузины подкупили турецкого посланника, и его доклад оказался неблагоприятен для господаря. В результате этих интриг Раду Леон был смещён, и его дальнейшая судьба неизвестна.
Раду в народе называли-Торговец устрицами (рум. Radu де negustorul scoici), так как его отец занимался этим ремеслом.